# Кадет
Кадет, (в Україні ліцеїст) — вихованець кадетського корпусу або військового ліцею, майбутній офіцер.
Слово має коріння у французькій мові, від capdet (капітан, керівник), яке своєю чергою було запозичене з латинської — capitellum (зменшене від caput — голова). Це слово вперше в такому контексті з'явилося в Ґасконі у 1610 р. в південному регіоні Франції, де хлопці з дворянських сімей звичайно йшли на військову службу і позначали себе цим словом.
Пізніше цим словом позначали вихованців військових навчальних закладів, які по закінченні ставали офіцерами.